# Шалгам, Абдель Рахман
Абдель Рахман Шалгам (араб.: عبد الرحمن شلقم; род. 22 января 1949; Итальянская Ливия) — ливийский политический, государственный деятель и дипломат. Был министром иностранных дел Высшего народного комитета Ливийской Джамахирии (правительство при Каддафи) с 1 марта 2000 года по 4 марта 2009 года.
С 1984 года по 1995 год являлся ливийский послом в Италии.
С 1998 года по 2000 год, Абдель Рахман Шалгам возглавлял секретариат иностранных дел в Всеобщем народном конгрессе Ливии (парламент).
Во время пребывания Шалгама на посту главы внешнеполитического ведомства страны произошло улучшение ливийско-американских отношений
4 марта 2009 года Шалгам ушел с поста главы МИДа, где его сменил Мусса Кусса. Сначала он стал представителем Ливии при Совбезе ООН, где Ливия была непостоянным членом до конца 2009 года, затем был постоянным представителем Ливии в ООН. Являлся им до марта 2011 года, когда перешел на сторону оппозиции.

## Гражданская война
В самом начале гражданской войны Шалгам оставался лоялистом режима Каддафи, но подчёркивал, что убийство хотя бы одного ливийца уже является преступлением. Однако уже 25 февраля 2011 года Шалгам в своей речи в ООН осудил правительство Ливии и политику Муаммара Каддафи, в которой заявил, что сперва не мог поверить, что вождь страны приказал открыть огонь по собственным гражданам, и сказал, что «он больше не будет служить правительству Каддафи». В частности, Шалгам «пробивал» через Совбез резолюцию № 1970, которая связывала руки Каддафи. Шалгам также назвал власти Джамахирии фашистским режимом.
5 марта 2011 года Шалгам был назначен постоянным представителем в ООН от Переходного национального совета Ливии. В тот же день власти Ливийской Джамахирии заменили Шалгама на Али Трейки в качестве постпреда при ООН.